# Azoamicaceae
„Candidatus Azoamicaceae“ ist eine 2024 beschriebene  Familie endosymbiotischer Gammaproteobakterien mit Kandidatenstatus.
Sie ist monotypisch innerhalb der Kandidatenordnung Ca. Azoamicales (früher eub62A3-Gruppe genannt).
Die Bezeichnung für Familie und Ordnung in der Genome Taxonomy Database (GTDB) ist gleichlautend UBA6186.
Die Mitglieder dieser Gruppe sind durch ihre Fähigkeit ausgezeichnet, in ihrem Wimpertierchen-Wirt Denitrifikation zu betreiben. Die Typusart Ca. Azoamicus ciliaticola wurde aus der anaeroben Zone des Zugersees in der Schweiz isoliert und 2021 beschrieben.

## Ökologie
Wirtsnützliche Endosymbionten (englisch Host beneficial endosymbionts, HBEs) sind in Eukaryoten weit verbreitet; sie scheinen sich oft aus einem parasitären bzw. pathogenen Vorläufer zu entwickeln.
Während Ca. Azoamicus ciliaticola mit extrem reduziertem Genom seinen Wimpertierchen-Wirt in den tiefen Zonen des meromiktischen Zugersees offenbar nur mit Energie in Form des anoxisch produzierten ATP versorgt, scheint Ca. Azosocius aquiferis eine im Vergleich dazu größere Rolle am Stoffwechsel seines Wirts zu spielen. Darauf deuten bei einem ansonsten ebenfalls stark reduzierten Genom die Beibehaltung der Cytochrom-c-Oxidase cbb3 (alias COX) mit einer vergleichsweise hohen Transkription des ccoNOP-Gens für dieses Enzym hin.
Dies lässt vermuten, dass sie die Fähigkeit zur Sauerstoffatmung an ihren Wirt weitergeben.
Dies könnte die weltweite Verbreitung dieser Symbiosepartnerschaft in saisonal oder permanent sauerstoffarmen Habitaten und die große ökologische Rolle dieser Symbiose erklären.

## Systematik
Stand: 19. Dezember 2024
Klasse Gammaproteobacteria

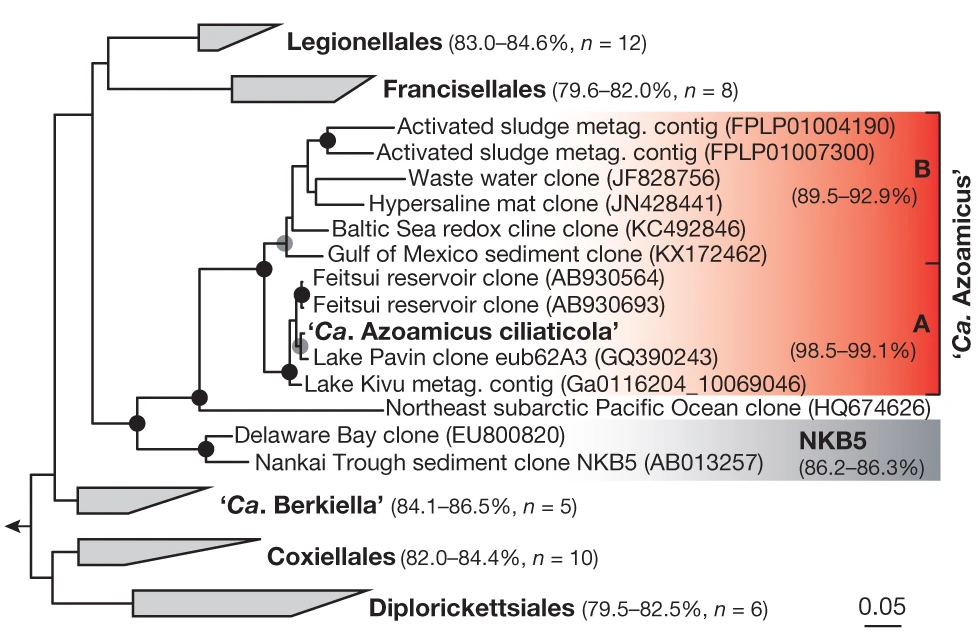
Phylogenie (2021) von Ca. Azoamicus ciliaticola

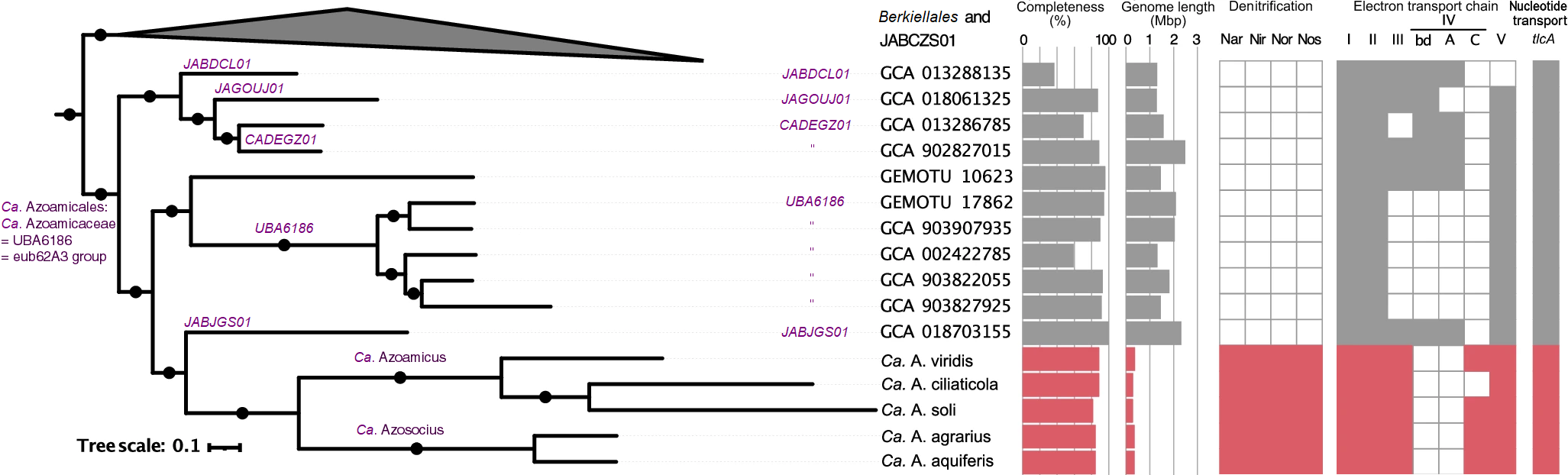
Phylogenie (2024) der Familie Ca. Azoamicaceae (GTDB:f__UBA6186), mit Genomdaten.
GEM = Genomic catalog of Earth's microbiomes, OTU = Operational taxonomic unit.

- Ordnung Candidatus Azoamicales Speth et al. 2024[1] [GTDB: o__UBA6186,[5] eub62A3 group[2]] (monotypisch)
  - Familie Candidatus Azoamicaceae Speth et al. 2023/2024[1][6] [GTDB: f__UBA6186[5]] (abgespalten von Francisellaceae)
    - Gattung Candidatus Azoamicus Graf et al. 2021[2][6][7]
      - Ca. Azoamicus ciliaticolaᵀ Graf et al. 2021[2][6][8][7] [Endosymbiont of Plagiopylea sp.[2][6]] (SAMEA6595495[8]) – (Typusart) – Fundort: Zugersee[2]
      - Ca. Azoamicus viridis Speth et al. 2024[1] [Ca. Azoamicus sp. OHIO1[6][9]] (SAMN39831884[9][1]) – Fundort: Grundwasser, Wilberforce, Ohio
      - Ca. Azoamicus soli Speth et al. 2024[1] [Ca. Azoamicus sp. OHIO2[6][9]] (SAMN39831885[9][1]) – Fundort: Grundwasser, Wilberforce, Ohio
      - Feitsui reservoir bacterial clone Fei_12Nov90m_29 (Zugriffsnr. AB930564) – Fundort: Feicui-Talsperre, Taiwan[10][2]
      - Feitsui reservoir bacterial clone Fei_12Dec90m_86 (Zugriffsnr. AB930693) – Fundort: Feicui-Talsperre, Taiwan[11][2]
      - Lake Pavin clone eub62A3 – Fundort: Lac Pavin[12][2]
      - Lake Kivu metag. contig Ga0116204 – Fundort: Kivusee[13][2]
      - Gulf of Mexico bacterium clone EzyYy290 (Zugriffsnr. KX172462)[14][2]

    - Gattung Candidatus Azosocius vSpeth et al. 2023/2024[1][6]
      - Ca. Azosocius agrariusᵀ Speth et al. 2024[1] (Typusart) – Fundort: per Metagenomik, weltweit verbreitet.
      - Ca. Azosocius aquiferis Speth et al. 2024[1] [Ca. Azosocius terrestris Speth et al. 2023[6], Ca. Azosocius sp. HAIN[6][9]] (SAMN39831648[9][1]) – Fundort: Grundwasser, Nationalpark Hainich[1]

    - Gattung CADEGZ01[5]
      - CADEGZ01 sp013286785 mit Gammaproteobacteria bacterium isolate BWOrgControl_Nextera8_MAG4 (GCA-002422785.1)[15][1]
      - CADEGZ01 sp021848375 mit Pseudomonadota bacterium isolate SKS4.bin44 (GCA_021848375.1)[16]
      - CADEGZ01 sp027364575 mit Bacterium isolate clean1871 (GCA_027364575.1)[17]
      - CADEGZ01 sp902827015 mit Proteobacteria sp. RBC072 (GCA_902827015.1)[18][1]

    - Gattung CAMFJH01[5]
    - Gattung JABDCL01[5]
      - JABDCL01 sp013288135 mit Gammaproteobacteria bacterium isolate BWMinControl_Nextera25_MAG1 (GCA_013288135.1)[19][1]

    - Gattung JABJGS01[5]
      - JABJGS01 sp018703155 (GCA_018703155.1) mit Francisellaceae bacterium isolate SI074_bin154 (GCA_018703155.1)[20][1]

    - Gattung JAGOUJ01[5]
      - JAGOUJ01 sp018061325 mit Gammaproteobacteria bacterium isolate Gw_Eff_bin_481 (GCA_OI 8061325.1)[21][1]

    - Gattung JAGVLG01[5]
    - Gattung JAQGOH01[5]
    - Gattung UBA6186[5]
      - UBA6186 sp002422785 mit Francisellaceae bacterium UBA6186 (GCA_002422785.1)[22][1]
      - UBA6186 sp903822055 mit Francisellaceae bacterium isolate AlinenLipids_bin-5883 (GCA_903822055.1)[23][1]
      - UBA6186 sp903827925 mit Francisellaceae bacterium isolate A14_bin-2859 (GCA_903827925.1)[24][1]
      - UBA6186 sp903907935 mit Francisellaceae bacterium isolate AlinenLipids_bin-3321 (GCA_903907935.1)[25][1]
      - GEMOTU 17862[1][4]
      - GEMOTU 10623[1][4][A. 1]

- Ordnung Francisellales
  - Familie Francisellacae

- Ordnung Legionellales mit Gattung Legionella (Legionellen)

- Ordnung Berkiellales mit Gattung Berkiella

- Ordnung Coxiellals

- Ordnung Diplorickettsiales

- Ordnung o__JABCZS01 (GTDB)
  - Familie f__JABCZS01 (GTDB)
    - Gattung JABCZS01
      - JABCZS01 sp013289085 mit BWOrgControl_Nextera43_MAG1 (GCA_013289085.1)
      - JABCZS01 sp013289605 mit BWOrgControl_Nextera69_MAG3 (GCA_013289605.1)

ᵀ – Typusart
Die Identifizierung der binären Kandidatennamen Ca. Azoamicus/Azosocius spp. mit dem jeweiligen Stamm (OHIO1/OHIO2/HAIN) erfolgt über die BioSample-Zugriffsnummer (SAM…).
Wie zu erkennen, wurden etliche Stämme bzw. Isolate/Sequenzen herkömmlich der Familie Francisellaceae in der Gammaproteobakterien-Ordnung Thiotrichales (NCBI) oder Francisellales (Speth et al., 2024)  zugeordnet, zählen nach Speth et al. (2024) und der GTDB aber zur neuen Ordnung und Familie.

## Ca.Azoamicus ciliaticola
„Candidatus Azoamicus ciliaticola“ ist eine Kandidatenspezies endosymbiotischer Bakterien innerhalb der Familie Ca. Azoamicaceae.
Sie zeichnet sich durch ihre Fähigkeit aus, in ihrem Ciliaten-Wirt auch in anaeroben Gewässern Denitrifikation zu betreiben.
Sie wurde aus dem Zugersee in der Schweiz isoliert und 2021 beschrieben.
„Ca. Azoamicus ciliaticola“ ist ein obligater Endosymbiont eines anaeroben Süßwasser-Wimpertierchens aus der Klasse Plagiopylea.
Dieses Bakterium enthält ein stark reduziertes Genom mit 0,29 Mbp (Megabasenpaaren), wobei ein erheblicher Teil davon der Energieproduktion gewidmet ist.
„Ca. Azoamicus ciliaticola“ enthält einen vollständigen Gensatz für die Denitrifikation und ist damit der erste beobachtete obligate Endosymbiont mit einem solchen Stoffwechselweg.
Sein umfangreiches genetisches Potenzial für den Energiestoffwechsel deutet darauf hin, dass die Hauptfunktion des Endosymbionten darin besteht, Adenosintriphosphat (ATP) zu erzeugen und es seinem Wimpertierchenwirt zur Verfügung zu stellen.
Ca. Azoamicus ciliaticola hat damit ähnliche Funktionen wie Mitochondrien, obwohl es zwischen ihm und der bakteriellen Abstammungslinie der Mitochondrien keine verwandtschaftliche Beziehung gibt.
Bei seiner Entdeckung 2021 stellte sich die Frage, ob auch andere Eukaryoten Bakterien (oder Archaeen) nutzen, um Elektronen auf nicht-kanonische Elektronenakzeptoren zu übertragen, wie z. B. im Fall der Denitrifikation.
Dies führte zunächst zur Entdeckung weiterer bakterieller Endosymbionten von Wimpertierchen mit verwandtschaftlicher Beziehung zu Ca. Azoamicus ciliaticola und damit zur Charakterisierung der Familie  Ca. Azoamicaceae.

## Ca.Azosocius aquiferis
Ca. Azosocius aquiferis wurde mit seinen Wimpertierchen-Wirten per Metagenomik in Grundwasserproben vom Hainich gefunden.
Interessanterweise kodiert diese Spezies im Gegensatz zur zuerst gefundenen Art Ca. Azoamicus ciliaticola aus der anoxischen Zone des Zugersees (die nur anaerobe Atmung, d. h. Denitrifikation, beherrscht)  für eine terminale Oxidase (die Cytochrom-c-Oxidase cbb3 alias COX).
Dieses Enzym ermöglicht es ihnen, neben Stickstoff auch Sauerstoff zu veratmen.